# MacArthur il generale ribelle
MacArthur il generale ribelle è un film del 1977, diretto dal regista Joseph Sargent.

## Trama
Il generale  Mac Arthur, entrato ormai nella riserva, interviene ad una cerimonia in suo onore all'accademia militare di West Point dove agli allievi ricorda i suoi trascorsi alla stessa accademia e con un ritorno al passato vengono descritti gli avvenimenti che lo videro protagonista prima nella guerra contro i giapponesi, poi contro i nord coreani dove avrà forti contrasti per il proseguimento della guerra con il presidente Harry Truman.

## Doppiaggio
Emilio Cigoli, che fu la mitica voce italiana di Gregory Peck in molti altri film, è stato qui impegnato in uno dei suoi ultimi doppiaggi in quanto sarebbe scomparso solo tre anni dopo nel 1980.

## Errori storici
Nelle sequenze ambientate in Nuova Guinea e nelle Filippine nel 1943-44 si vedono carri Sherman della versione M4A3E8 (caratterizzata dalle molle delle sospensioni orizzontali) che  entrerà in servizio solo nel dicembre 1944 e avrà un uso limitato durante la seconda guerra mondiale ma verrà usata in modo esteso durante la guerra di Corea; invece nelle sequenze sul conflitto coreano del 1950-51 vi sono carri M48 Patton che furono impiegati dall'esercito americano solo dal 1953 e che entreranno in azione durante la guerra in Vietnam. Inoltre, alcune delle jeep usate nelle riprese della WWII non sono del mod.MB, ma del successivo mod.38 comparso nel 1950, caratterizzato nell’estetica principalmente dal vetro unico del parabrezza e dai fari più grandi, che fu utilizzato nella guerra di Corea.